# Marco Uccellini
Marco Uccellini (Forlimpopoli, entre 1603 y 1610-Forlimpopoli, 11 de septiembre de 1680) fue un compositor y violinista italiano. Fue un sacerdote dedicado a la música en la corte del duque Francisco I de Este de Módena y, posteriormente, del duque Ranucio II de Farnesio en Parma.

## Biografía
Estudió canto y violín en la ciudad de Asís con el maestros Giovanni Battista Buonamente ordenándose sacerdote poco después. En 1641 se establece en la ciudad de Módena, que vivía por aquel tiempo un gran  florecimiento de las artes impulsado por el duque Francisco I de Este, entrando al servicio de la Casa de Este. La relación con Francisco I fue buena, Uccellini le dedicó dos de sus colecciones, Libro II (1642) y Libro III (1645).
Entre los años 1645 y 1662  Marco Uccellini dirigió la orquesta de Francisco I de Este. En 1647 fue nombrado maestro de capilla de la catetral de Módena hasta su dimisión en 1665 cuando se traslada a la ciudad de Parma, invitado por la hija de Francisco I, Isabella de Este,  donde pasa a dirigir la capilla musical de la corte de los Farnesio.
En Parma, debido a las excelentes relaciones que tenía con la Isabella y su marido, Ranucio II de Farnesio, Duque de Parma y apasionado por el teatro, Marco Uccellini produjo en esa ciudad todos sus obras escénicas. Entre ellas destacan Li eventi di Filandro et Edessa (1675), Il Giove d´Elide fulminato (1677) y Le navi d´Enea. De la producción escénica de Uccellini no se conservan las partituras.

## Su obra
Sus composiciones, a excepción de las escénicas que se perdieron, fueron reunidas en siete colecciones de las cuales solo quedan seis al haberse perdido la primera. La segunda data de 1639, en ella hay diversas piezas de diferente género como  sonatas, sinfonías y correntes.
Sus sonatas suelen constar de tres movimientos, siendo el primero y el tercero binarios y el segundo ternario.
Las sinfonías son sencillas y breves, sin forma específica y ricas en imitaciones. Están compuestas para varios instrumentos, como dos violines y bajo continuo. Hay que destacar la Sinfonía n.º 34, o Gran Batalla, que junto con las que componen el "octavo cuaderno" son más complejas. Esta, la 34, introduce  importantes innovaciones en el uso del arco del violín.
Quizás su pieza más popular sea el Aria sopra la Bergamasca, para violín flauta de pico y continuo, que es un prodigio de sencillez formal y de belleza. Es sin duda, su obra más interpretada en el siglo XXI.

## Discografía seleccionada
- Don Marco Uccellini: Sonata over Canzoni Op 5 (1649). Performed by Arparla with Davide Monti (baroque violin) and Maria Christina Cleary (arpa doppia). Stradivarius STR 37023, 2015. http://www.stradivarius.it/scheda.php?ID=801157037023500
- Marco Uccellini: Sonatas. Performed by Romanesca, a trio with Andrew Manze (violin), Nigel North (theorbo, archlute, Baroque guitar), and John Toll (harpsichord, organ) and excellent liner notes by Manze. Harmonia Mundi 907196